# Micrurus corallinus
Micrurus corallinus este o specie de șerpi din genul Micrurus, familia Elapidae, descrisă de Blasius Merrem în anul 1820. Conform Catalogue of Life specia Micrurus corallinus nu are subspecii cunoscute.